# Петров, Александр Фёдорович (старший лейтенант)
Алекса́ндр Фёдорович Петро́в (20 июня 1916, д. Сельско, Новгородская губерния — 10 июля 1986, Липецк) — штурман звена 752-го авиационного полка, 24-й авиационной дивизии авиации дальнего действия, гвардии старший лейтенант, Герой Советского Союза.

## Биография
Родился 20 июня 1916 года в крестьянской семье. Русский. Окончил 1 курс Ленинградского института молочной промышленности.
В Красной Армии с 1936 года.
В 1939 году окончил Челябинское военное авиационное училище лётчиков-наблюдателей. Участник советско-финской войны 1939—40 годов. На фронтах Великой Отечественной войны с июля 1941 года.
Штурман звена старший лейтенант Александр Петров с апреля 1942 года по январь 1943 года совершил сто двадцать девять боевых вылетов на бомбардировку войск и объектов противника в глубоком тылу врага, участвовал в налётах на Берлин, другие города и населённые пункты Третьего рейха.
Указом Президиума Верховного Совета СССР «О присвоении звания Героя Советского Союза начальствующему составу авиации дальнего действия Красной Армии» от 25 марта 1943 года за «образцовое выполнение боевых заданий командования и проявленные при этом отвагу и геройство» удостоен звания Героя Советского Союза с вручением ордена Ленина и медали «Золотая Звезда» (№ 839).
После войны А. Ф. Петров продолжал службу в Военно-воздушных силах СССР.
В 1947 году он окончил курсы усовершенствования офицерского состава, в 1955 году — Военно-воздушную академию.
В 1958 году в звании полковника ушёл в отставку. Жил в Ленинграде, затем в Липецке. До ухода на заслуженный отдых работал в научно-исследовательском институте. Скончался 10 июля 1986 года.